# Gaultheria glaucifolia
Gaultheria glaucifolia är en ljungväxtart som beskrevs av William Botting Hemsley. Gaultheria glaucifolia ingår i släktet Gaultheria och familjen ljungväxter. Utöver nominatformen finns också underarten G. g. rosei.